# Гюнтер Лютьєнс
Гюнтер Лютьєнс (нім. Günther Lütjens, 25 травня 1889, Вісбаден — 27 травня 1941) — німецький військовий моряк, адмірал Крігсмаріне. Кавалер Лицарського хреста Залізного хреста.

## Біографія
Народився і виріс в родині звичайного торговця. Бажав стати військовим і 1907 року вступив до училища військово-морського флоту. Закінчив училище в 1910 році двадцятим у списку зі 160 кадетів, які навчалися на курсі. Через 3 роки після закінчення училища йому присвоїли звання лейтенанта.
На початку своєї кар'єри, під час Першої світової війни, воював на міноносцях. У 1929 році очолив 1-ю флотилію міноносців. Через рік очолив управління особового складу Військово-морського управління. У 1934 році отримав під своє командування легкий крейсер Karlsruhe. У 1935 році знову був поставлений на штабну роботу — начальником штабу Північноморського військово-морського району. 16 березня 1936 року взяв на себе управління особового складу верховного командування ВМС Німеччини.
У 1938 році Еріх Редер затвердив Гюнтера Лютьєнса командувачем німецькими розвідувальними силами. У наприкінці 1939 року контрадмірал взяв участь у мінуванні прибережних вод Великої Британії. Під час Норвезької операції замінив хворого командувача флотом Вільгельма Маршалла. 8 квітня з «Шарнгорстом» і «Гнайзенау» вийшов у море, для того щоб відвернути англійські кораблі від норвезького узбережжя. 10 есмінців в супроводі лінкорів прямували в Нарвік для захоплення порту. У бою з лінійним крейсером «Рінаун», «Гнейзенау» отримав серйозні пошкодження. Не дочекавшись есмінців, які були або повністю знищені, або заблоковані англійцями в Нарвіку, Лютьєнс успішно повернувся на базу.
20 червня 1940 року одержав чергове підвищення, змінивши В. Маршалла на посаді командувача німецьким флотом.
20 червня 1940 року, за наказом Верховного командування Крігсмаріне, ескадра, що складалася з важких крейсерів «Гіппер», «Нюрнберг», «Гнайзенау» і есмінця, під командуванням Гюнтера Лютьєнса вийшла з Тронгейма, але вже наступного дня в 40 милях на північний-захід від Нур-Треннелаг, «Гнейзенау» був серйозно пошкоджений в лівий борт торпедою з британського підводного човна «Клайд», що зірвало операцію з перехоплення союзних конвоїв.
У грудні 1940 року Гюнтерн Лютьєнс знову вирушив у плавання на «Шарнгорсті» й «Гнейзенау», але потрапив у шторм. Обидва кораблі отримали невеликі пошкодження. У березні 1941 року йому вдалося прорватися до Північної Атлантики і потопити 13 суден і транспортів, після чого повернувся до Бреста.
26 квітня Гюнтер Лютьєнс отримав наказ ОКМ вирушити в Атлантику з лінкором «Бісмарк» і важким крейсером «Принц Ойген». 18 травня 1941 року кораблі вийшли в море. 22 травня їх виявила англійська авіація.[джерело?] 24 травня у Данській протоці стався бій, під час якого «Бісмарк» потопив лінійний крейсер «Худ» — гордість тодішнього британського флоту[джерело?]. «Худ» затонув через 13 хвилин після початку бою, який тривав з 05:50 до 06:03 за місцевим часом. Німецькі кораблі також завдали пошкоджень лінійному кораблю «Принц Уельський», який змушений був вийти з бою, прикрившись димовою завісою. Таким чином група Лютьєнса прорвалася в океан,
але на «Бісмарку» було пошкоджено паливні баки й палива лишалося обмаль, а елемент несподіваності (для полювання на ворожі конвої в Атлантиці) було втрачено. Виходячи з цього адмірал Лютьєнс дійшов висновку, що для «Бісмарка» подальший похід не має сенсу. Він вирішив повернути до берегів Франції, де поставити крейсер на ремонт.
Водночас, за персональним наказом Вінстона Черчилля, Домашній Флот влаштував полювання на «Бісмарка». Після полудня 26 травня британський розвідувальний літак «Каталіна» виявив «Бісмарк» за масляним слідом.
26 травня англійські палубні торпедоносці з «Арк Рояла» почали атакувати «Бісмарк», на якому перебував Гюнтер Лютьенс, і пошкодили стерновий механізм лінкора. Вранці 27 травня підійшли британські лінкори з кораблями підтримки. Гюнтер Лютьєнс разом зі штабом піднявся на капітанський місток. Після запеклого двогодинного бою «Бісмарк» затонув. Імовірно, Лютьєнс загинув від влучання снаряду в капітанський місток.
Вільгельм Маршалл висловив думку, що Лютьєнс і командир корабля капітан-цур-зее Ернст Ліндеманн категорично відмовилися рятуватися.

## Особистісні характеристики за спогадами сучасників
Про Гюнтер Лютьєнса добре відгукувалися всі, хто його знав, але в історію він увійшов як малоздібний і невдалий командувач флотом. Великими його недоліками були недооцінка ворожої авіації як потенційної загрози для великих бойових кораблів, грубе порушення елементарних принципів радіобезпеки і рабське підпорядкування вищому командуванню. Один із сучасників Гюнтера, відставний морський офіцер, писав: «Лютьєнс — втілення командира, чиї здібності були принесені в жертву субординації.».

## Вшанування пам'яті

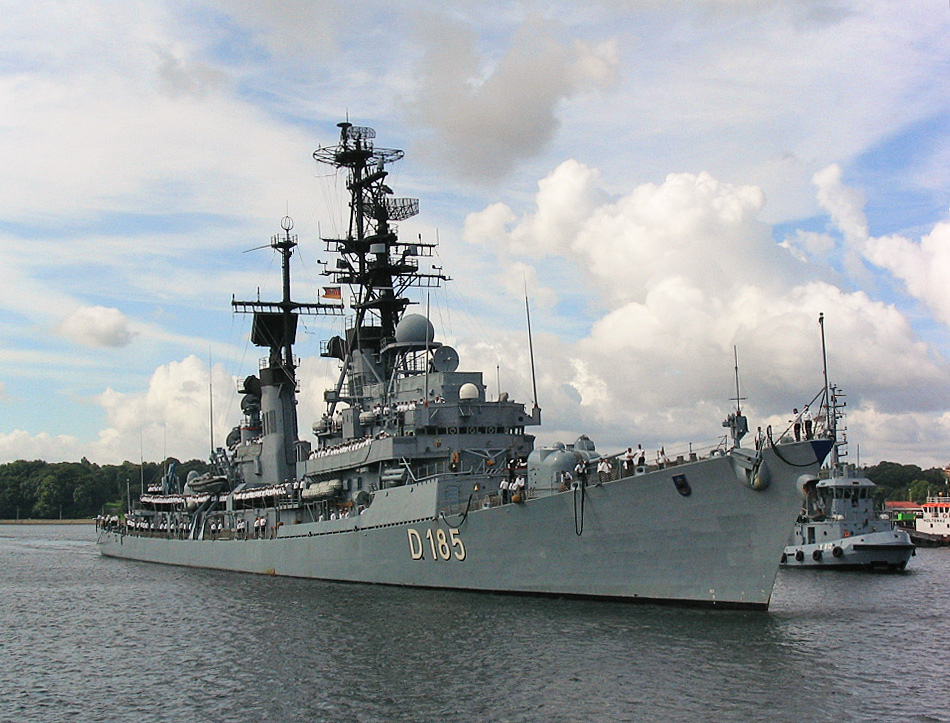
Lütjens D185

- Іменем Лютьєнса назвали тип військових кораблів — ескадрені міноносці типу «Лютьєнс». Також ім'я адмірала носив перший з корабель цього типу — Lütjens D185.

## Звання
- Кадет (3 квітня 1907)
- Фенрих-цур-зее (21 квітня 1908)
- Лейтенант-цур-зее (28 вересня 1910)
- Оберлейтенант-цур-зее (27 вересня 1913)
- Капітан-лейтенант (24 травня 1917)
- Корветтен-капітан (1 квітня 1926)
- Фрегаттен-капітан (1 жовтня 1931)
- Капітан-цур-зее (1 липня 1933)
- Контрадмірал (18 вересня 1937)
- Віцеадмірал (17 грудня 1939)
- Адмірал (26 серпня 1940)

## Нагороди

### Перша світова війна
- Залізний хрест 2-го класу (6 жовтня 1915)
- Залізний хрест 1-го класу (17 серпня 1916)
- Ганзейський хрест (Гамбург; 18 червня 1917)
- Лицарський хрест королівсьвого ордена Дому Гогенцоллернів з мечами (24 листопада 1917)
- Військовий Хрест Фрідріха-Августа (Ольденбург) 2-го і 1-го класу
- Лицарський хрест 2-го класу ордена Церінгенського Лева з мечами

### Міжвоєнний період
- Фландрійський хрест із затібкою «Морська війна»
- Почесний хрест ветерана війни з мечами (12 вересня 1936)
- Медаль «За вислугу років у Вермахті» 4-го, 3-го, 2-го та 1-го класу (25 років) — всі 4 медалі отримав в один день (2 жовтня 1936)
- Орден Заслуг (Угорщина), командорський хрест із зіркою (20 серпня 1938)
- Почесний знак Німецького Червоного Хреста 1-го класу (17 вересня 1938)

### Друга світова війна
- Застібка до Залізного хреста 2-го класу (4 вересня 1939)
- Застібка до Залізного хреста 1-го класу (25 жовтня 1939)
- Медаль «У пам'ять 22 березня 1939 року» (26 жовтня 1939)
- Медаль «У пам'ять 1 жовтня 1938» (20 грудня 1939)
- Нагрудний знак «За поранення» в чорному (20 лютого 1940)
- Лицарський хрест Залізного хреста (14 червня 1940)
- Нагрудний знак есмінця (11 листопада 1940)
- Тричі згаданий у Вермахтберіхт
  - «Командир флоту адмірал Лютьєнс, командир ескадри лінкорів, продовжує повідомляти протягом довготривалої боротьби з сильними військово-морськими силами у Північній Атлантиці, затовпивши 22 озброєних ворожих кораблі загальною водотоннажністю 116 тисяч брт. 800 вцілілих були врятовані німецькими військовими кораблями.» (22 березня 1941)
  - «Як також згадуються у спеціальній доповіді, відбувся бій ескадри німецького військово-морського флоту під командуванням Лютьєнса з потужним британським військово-морським підрозділом. Лінкор „БІсмарк“ в короткій, але жорстокій битві, британський важкий крейсер „Худ“ — найбільший корабель британського флоту. Інший британський корабель такого ж класу, „Король Георг“, отримав пошкодження і був змушений відступити. Німецький флот продовжив операцію без втрат.» (25 травня 1941)
  - «Як повідомили вчора, 26 травня „Бісмарк“ був пошкоджений торпедою. Згідно з останнім повідомленням від адмірала Лютьєнса, лінкор був атакований переважаючими силами ворога і затонув 27 травня з піднятим прапором, разом зі своїм командиром капітаном-цур-зеє Ліндеманном та його хороброю командою.» (28 травня 1941)
- Нагрудний знак флоту (9 травня 1942) — нагороджений посмертно.

## Документи

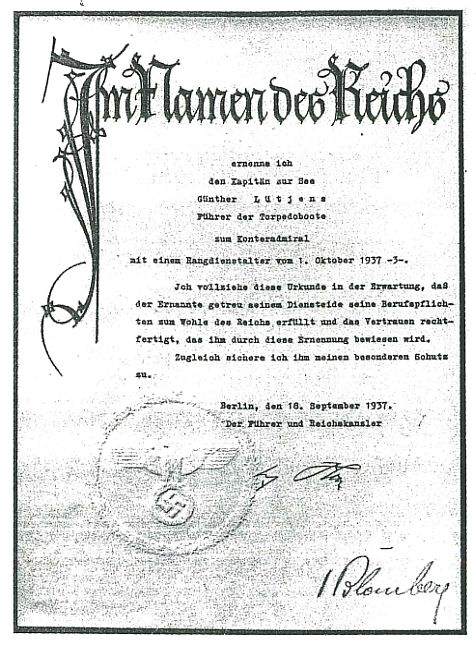
Підвищення до контр-адмірала
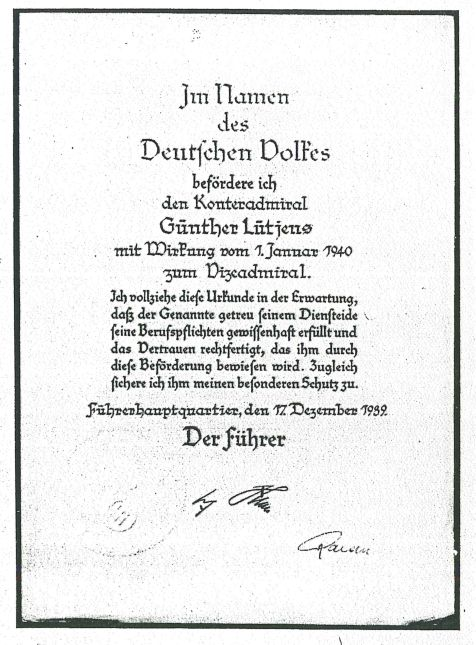
Підвищення до віце-адмірала
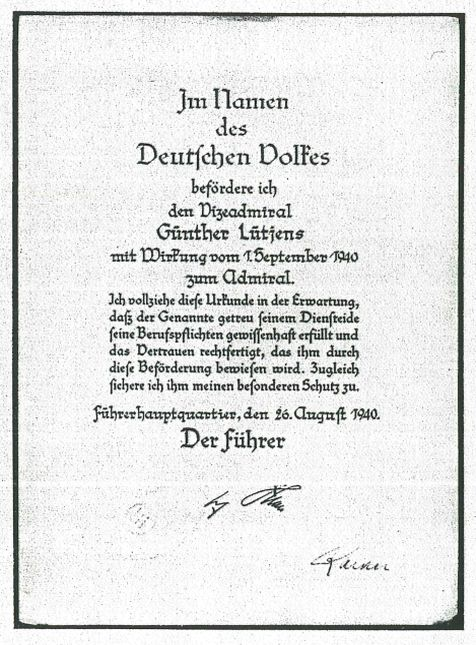
Підвищення до адмірала
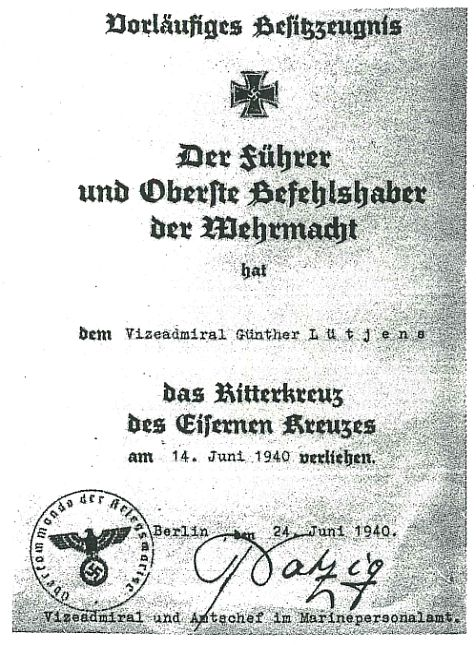
Нагородний диплом Лицарського хреста Залізного хреста
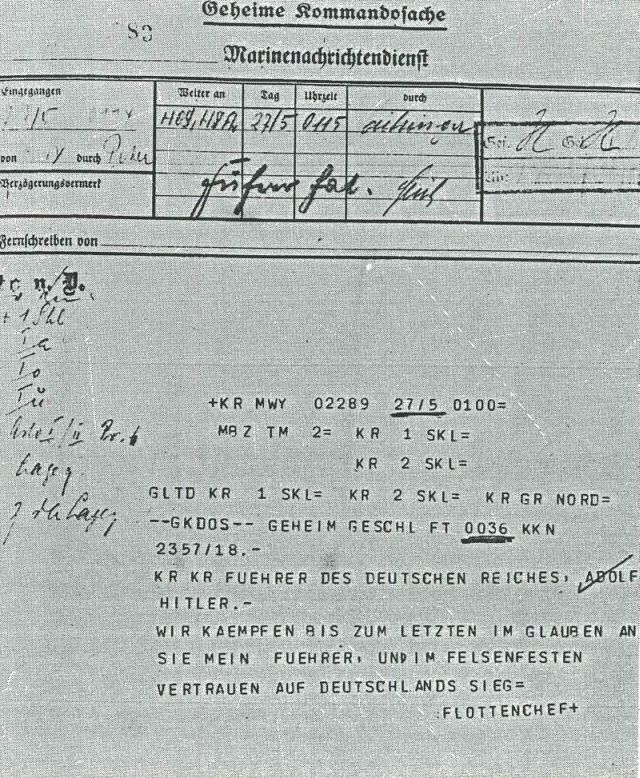
Останнє повідомлення Гітлеру